# Distrito de Leonor Ordóñez
El distrito de Leonor Ordóñez, también conocido como distrito de Huancaní, es uno de los 34 que conforman la provincia de Jauja, ubicada en el departamento de Junín, en la Sierra central del Perú.
Su nombre es un homenaje a Leonor Ordóñez Surichaqui, rabona, guerrillera y heroína de la guerra del Pacífico nacida en Huancaní, la capital de este distrito. 
Dentro de la división eclesiástica de la Iglesia Católica del Perú, pertenece a la Vicaría IV de la Arquidiócesis de Huancayo

## Historia
El distrito fue creado mediante Ley R. No. 410 del 29 de septiembre de 1920, en el gobierno del Presidente Augusto Leguía.

## Geografía
Tiene una extensión de 20,34 km² y una población aproximada de 1 700 habitantes. Su capital es el centro poblado de Huancaní, situado a 3 317 m s. n. m. (Lat. 11°51'39" Log. 75°24'42").

## Autoridades

### Municipales
- 2019 - 2022[2]
  - Alcalde: Juan Miguel García Amaya,  Movimiento Junín Sostenible con su Gente (JSG).
- 2015 - 2018[2]
  - Alcalde: Richar Paul Montero García,  Movimiento Junín Sostenible con su Gente (JSG).
  - Regidores: José Luis Zárate García (JSG), Gabby Julia Tiza Yupanqui (JSG), Zelmira Mercedes Sosa Ulloa (JSG), Cinthia Del Pilar Quispe Santos (JSG), Joel Pedro Vega Palacios (Juntos por Junín).
- 2011 - 2014[3]
  - Alcalde: Juan Miguel García Amaya, Movimiento político regional Perú Libre (PL).
  - Regidores: Magno Stalin Yupanqui Casas (PL), Eladio Pedro Gamarra García (PL), Oscar Félix Casani Yupanqui (PL), Yannina Carol Paitamala Torres (PL), Isabel Guberdina Yupanqui Torres (Acción Popular).
- 2007 - 2010
  - Alcalde: Juan Miguel García Amaya.

### Policiales
- Comisaría de Jauja
  - Comisario: Cmdte. PNP. Edson Hernán Cerrón Lazo.[4]

### Religiosas
- Arquidiócesis de Huancayo[5]
  - Arzobispo de Huancayo: Mons. Pedro Barreto Jimeno, SJ.
- Parroquia Santa Fe[6]
  - Párroco: Pbro. Percy Castillo Vílchez.

## Educación

### Instituciones educativas
Nivel Inicial: Nivel Primaria: IE N° 30510 Julian Huanay, IE. N° 30509, Nivel Secundaria: I.E.A. 104 Abelardo Solís

## Festividades
- Enero: Adoración al Niño Jesús.[7]